# Judy Wajcman
Judy Wajcman (12 de diciembre de 1950) es una profesora australiana de sociología en la London School of Economics conocida por sus trabajos sobre género y tecnología. Entre sus publicaciones se encuentra El tecnofeminismo (2006).

## Trayectoria
Fue profesora de Sociología en la Escuela de Investigación de Ciencias Sociales, Universidad Nacional Australiana. Ha sido profesora visitante en la Lehman Brothers Centre for Women in Business en la London Business School, y en la Oxford Internet Institute. Ha tenido previamente puestos en Cambridge, Edimburgo, Mánchester, Sídney, Tokio, Viena, Zúrich y Warwick. También ha sido miembro visitante en All Souls College. Y ha sido la primera mujer en la St. John’s College, Cambridge (investigadora becaria Norman Laski 1978–80).
Fue presidenta, de 2010 a 2011, de la Sociedad de Estudios Sociales de Ciencia Archivado el 9 de agosto de 2018 en Wayback Machine., y todavía se encuentra en su Comité de Manuales.

## Estudios
Wajcman es conocida por su análisis sobre género y tecnología. Ha sido una de las primeras colaboradoras de los estudios sociales de la tecnología, así como a los estudios de género, el trabajo y las organizaciones.
Wajcman afirma que las «modificaciones» del ser humano no llevan implícitas la transgresión del orden genérico asignado porque en muchos casos «se utilizan para reforzar los estereotipos de género más que para subvertirlos».